# مصنع سيتال (عنابة)
مصنع سيتال عنابة
، الأول إفريقيا وعربيا في إنتاج عربات السكك الحديدية لتصنيع ب25 مليون يورو، لصيانة عربات الترامواي الذي يعد ثمرة شراكة بين مؤسسة صناعة عتاد وتجهيزات السكة الحديدية ومؤسسة مترو الجزائر العاصمة والشركة الفرنسية ألستوم، يختص المصنع بجمع وصيانة عربات الترامواي، ويضمن صيانة عربات ترامواي الجزائر العاصمة منذ 2011 وترامواي وهران منذ أبريل 2013 وترامواي قسنطينة منذ يونيو 2013، ويصدّر مصنع عنابة قطارات من نوع (coradia polyvalent) لبلدان أفريقيا وإيران.

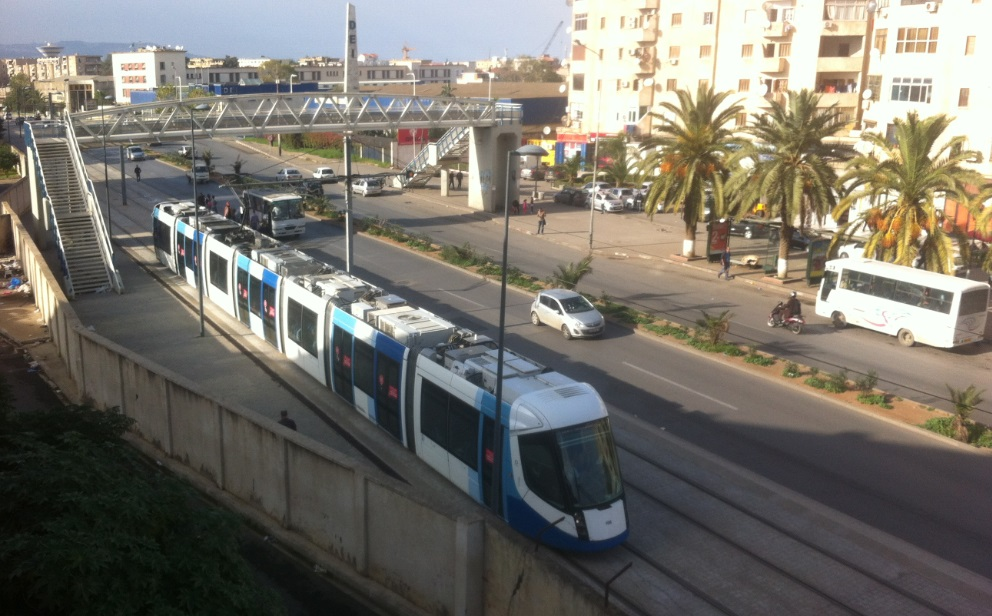
ترام سيتال في الجزائر.

## ملكية الأسهم
تعود ملكية أسهم "مصنع سيتال" الذي هو عبارة عن شركة ذات أسهم برأس مال قدره 2,1 مليار د.ج والمبني على مساحة 5,2 هكتار، حسب مسؤوليه لمؤسسة فيروفيال بأكثر من 41 بالمائة ومؤسسة مترو الجزائر (10 بالمائة) وألستوم للنقل ب43 بالمائة، العربات المجمعة بعنابة من نوع "سيتاديس" "من نفس نوعية تلك العربات التي تخرج من لاروشال (فرنسا) الذي يعتبر الموقع التاريخي لألستوم أو من برشلونة.
فالشركة المختلطة الجزائرية الفرنسية، تم إنشاؤها بموجب قرار وزاري عام 2012، بين الشركة الأصلية الجزائرية فيروفيال المختصة في إنشاء الأساسات المعدنية الحديدية الخاصة بالنقل بالسكك الحديدية وكل ما يتعلق بالقطارات وقطاع السكك الحديدية، ومؤسسة ميترو الجزائر والشركة الفرنسية «ألستوم»، مهمتها صناعة وتركيب عربات الميترو والترامواي وتطوير صناعة عربات القطارات التقليدية وقطارات النقل بالطاقة الكهربائية.

## وصلات خارجية
- الموقع الرسمي للمصنع سيتال عنابة
- افتتاح أول مصنع جزائري فرنسي لقاطرات الترامواي